# Tectoy
Tectoy（テックトイ）は、業務用ゲーム機器・家庭用ゲーム機・ソフトの開発・製造・販売などを行うブラジルのゲームメーカー。長きに渡ってブラジルのセガの代理店として活動した。2007年まではTec toyと名乗っていた。本社はサンパウロにある。

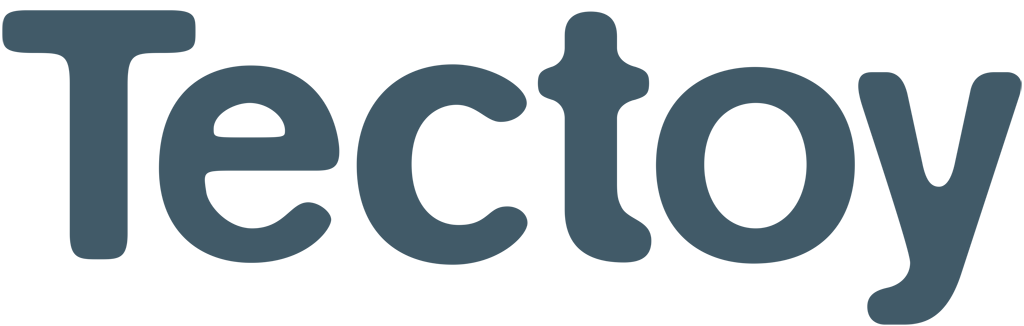
Tectoyのロゴ（2007年-2020年）

## 概要
ゲーム機メーカーとして最も著名である。かつてはブラジルにおけるセガの代理店としてマスターシステムからドリームキャストまでのゲーム機を販売しており、またTectoyが中心となって設立した関連会社であるZeebo社が開発した独自ハードのZeeboを製造していた。2015年現在はセガからライセンスを受けて開発した互換機のマスターシステム3、メガドライブ4、メガドライブ・ポータブルなどを製造している。なお、マスターシステム3やメガドライブ4は低所得層向けであり、カートリッジスロットがなく、ゲームは内部メモリに直接書き込まれている。

## 歴史
Tectoyは1987年に当時ブラジルではニッチ市場であった電子玩具を製造する企業として設立された。設立後すぐに日本のビデオゲーム大手であるセガと独占契約を結び、その代理店となった。Tectoyの最初の製品はジリオンの光線銃である。その後マスターシステムからドリームキャストにかけて、セガの全てのゲーム機の製造に携わった。ゲーム事業であまりに成功したため、現在は玩具部門はかなり小さいものとなっている。
Tectoyの働きによってセガはブラジル市場でライバルの任天堂を圧倒した。ブラジル国内におけるセガ・マークIIIとマスターシステムの開発はTectoyが請け負っていたため、高額な関税が課せられなかった。任天堂は1993年までブラジルに代理店を設けておらず、正式なNESが存在しない一方で大量の海賊版NES互換機とファミコン互換機が存在したが、海賊版メーカーの乱立によるファミコン規格とNES規格の混在、品質の良し悪し、正規品は高額な関税がかけられるなど混迷を極めていたため、Tectoyの製造したマスターシステムは正規品の品質・開発力・宣伝力によってそれらを圧倒して大成功を収め、1990年代中盤のTectoyはブラジル市場で80％の高い占有率を誇った。任天堂は経営再建により2015年にブラジル市場から撤退し、ソニー・コンピュータエンタテインメントも、ブラジル向けのPlayStation 4を価格を下げるため現地生産に切り替えたが、マスターシステムとメガドライブはまだ販売されている。
Tectoyは『ファンタシースター』初期三部作や『シャイニング&ザ・ダクネス』『Riven』などの名作ゲームをポルトガル語に翻訳してリリースしたが、いくつかのソフトはただ翻訳するのみならず、「テディーボーイ・ブルース」のテディボーイをGeraldinho of Glaucoとしたり、「モンスターワールド」を「Monica's Gang」としたり、「ゴーストハウス」の主人公をEl Chapulín Coloradoとするなど、キャラのリプレイスを含む大胆なローカライズを行った。Tectoyはさらに、マスターシステム版『ストリートファイターII』やメガドライブ版『Duke Nukem 3D』など、ブラジルでしか移植されていないゲームをもいくつもリリースしている。さらに、メガドライブ/マスターシステム用ソフト『Woody Woodpecker』など、Tectoyオリジナルのゲームをも開発している。途上国ではゲーム機の代理店となってもゲームの独自開発どころかローカライズすらできずに日本語版や英語版をそのまま再リリースするだけの代理店も多かった中、Tectoyの開発力は異例であった。
長きのパートナーであったセガがドリームキャストの失敗によって零落した後は経営を多角化させ、カラオケ機器やDVDプレーヤ、MP3プレーヤといった様々な事業に手を広げていたが、日本国内では2015年にセガグループ再編が行われている。Tectoyはまた、ブラジルにおけるラグナロクオンラインのサーバー設置者でもある。2005年には携帯電話ゲーム部門を立ち上げた（Tectoyはブラジルにおけるセガの携帯アプリのパブリッシャーでもある）。一方でその後も旧来のセガハードの互換機を製造するなど、家庭用ゲーム機事業から完全撤退したセガとは違ってTectoy自身はゲーム機事業からは撤退していない。
ゲームの他に、Tectoyの有名なおもちゃとしてはPense Bem（ポルトガル語で「よく考える」）がある。Pense Bem対応ソフト（地理や歴史などをテーマとした、ソニックやドナルド・ダックと言った人気キャラクターが描かれた絵本の形態を取る）を使い、本の質問に対応する答えをPense Bemに入力するとPense Bemが「はい」か「いいえ」で返答すると言う、キッズコンピュータ・ピコよりも原始的な知育玩具である。Pense Bemをテーマとしたゲームはメガドライブ互換機のSuper Mega Drive 3にも内蔵されている。

## 製品一覧

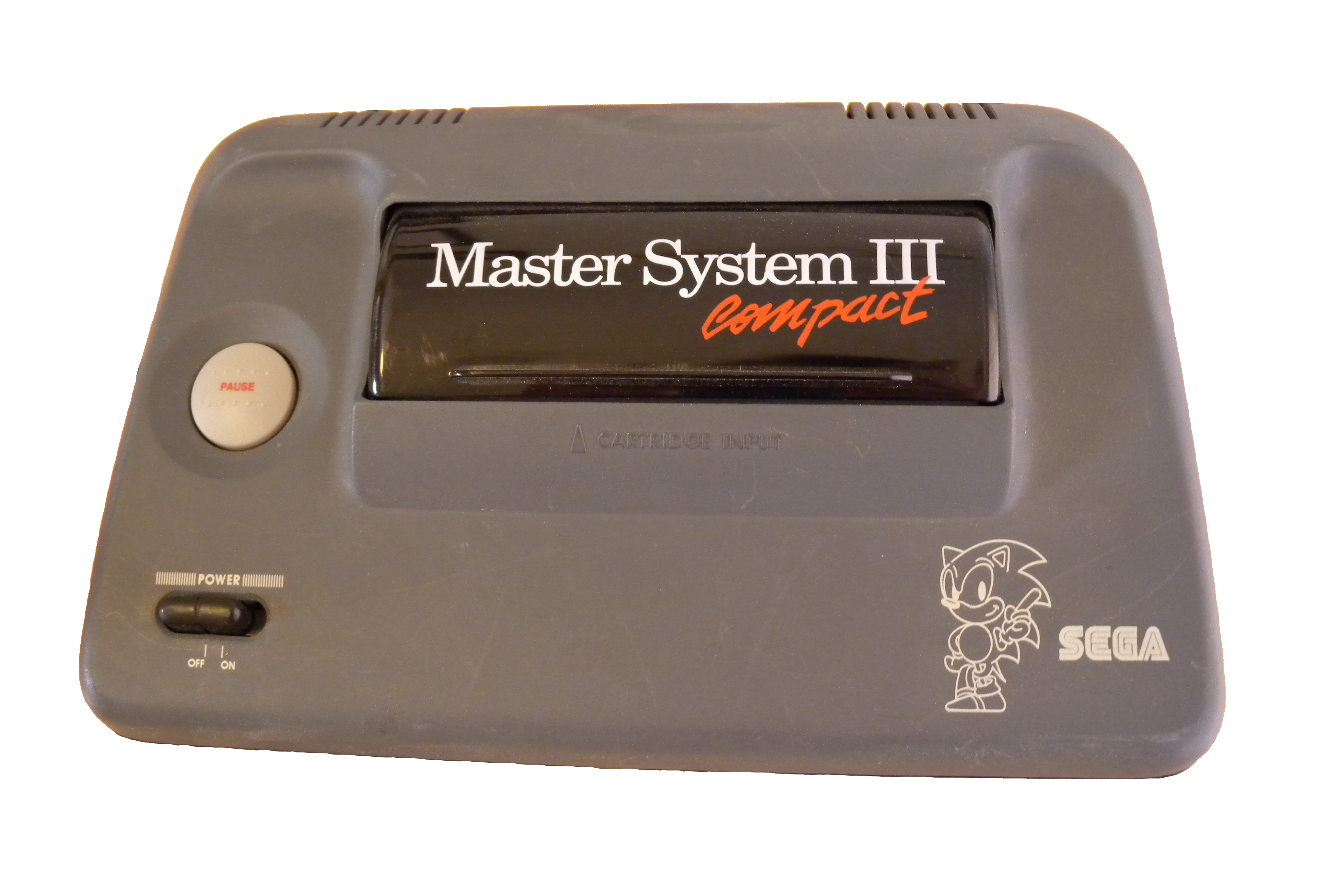
マスターシステム3
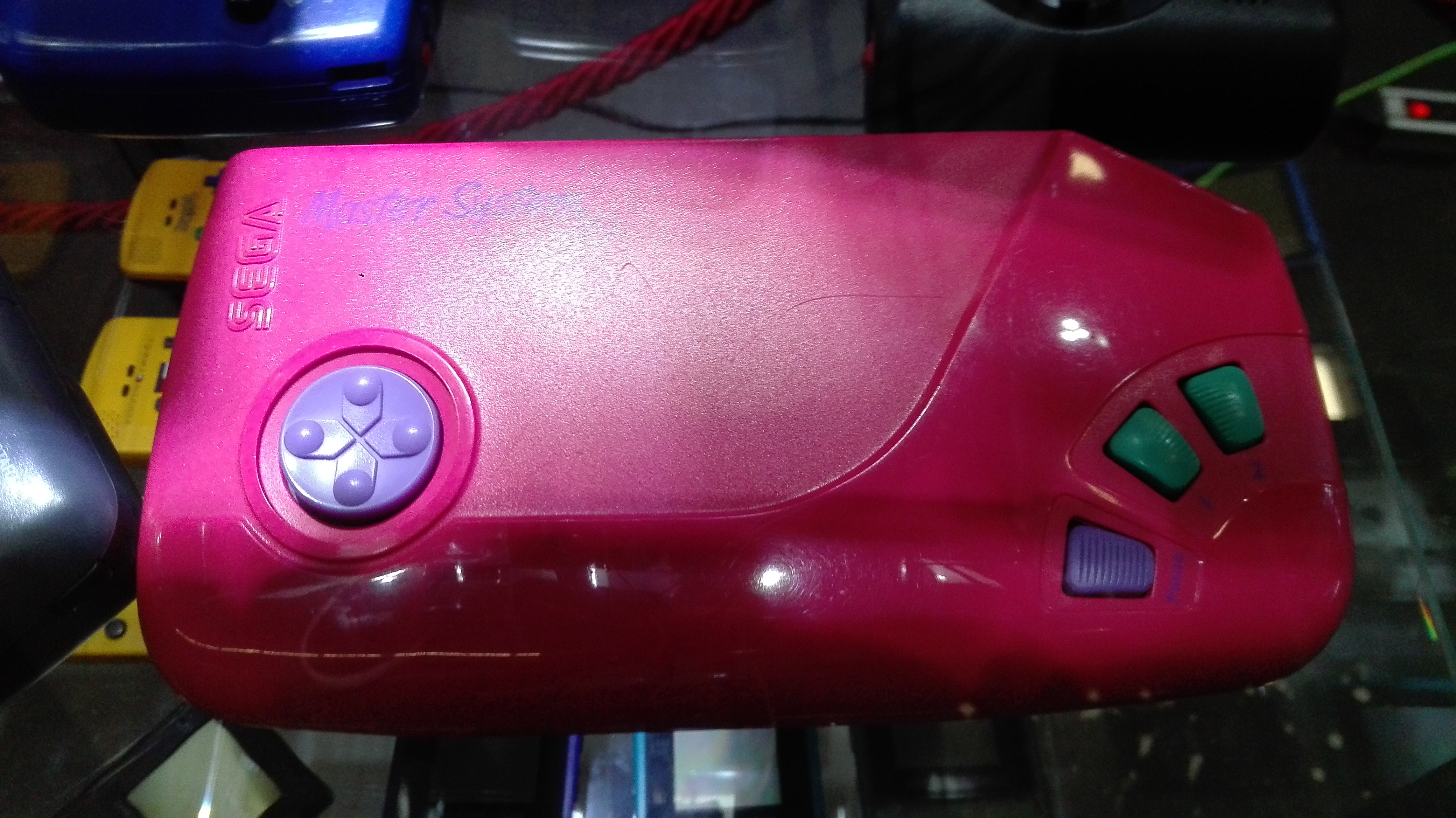
マスターシステムガール
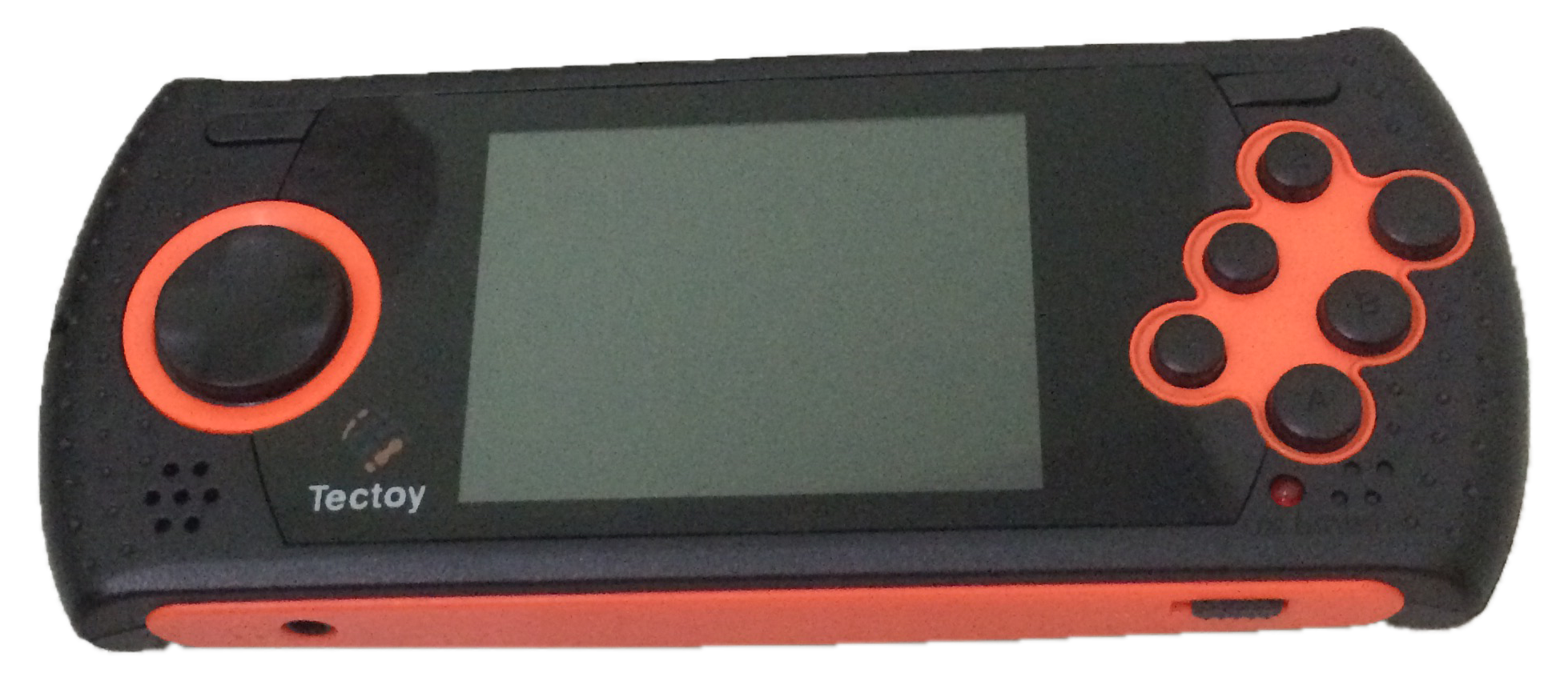
メガドライブ・ポータブル

- セガからのライセンス製品
  - Master System (1988年)
    - マスターシステム3

  - Mega Drive (1989年)
    - SEGA CD（1993年）
    - Multi Mega CDX（1994年）
    - Mega 32X（1994年）
    - メガドライブ・ポータブル
    - メガドライブ4

  - Game Gear (1991年)
  - Sega Saturn (1995年)
  - Dreamcast (1999年)
- Zeebo (2009年)